# موت بائع متجول (مسرحية)
موت بائع متجول (بالإنجليزية: Death of a Salesman)‏ مسرحية مكتوبة للكاتب المسرحي الشهير آرثر ميلر المتوفي سنة 2005 والذي عرف بمزجه للرمزية والواقعية في مسرحياته العديدية الاجتماعية المنطلق، خاصة منها هذه المسرحية التي بدورها منحت جائزة «بوليتزر» و«دراما كريتيكس آوارد» وترجمت إلى أكثر من عشرين لغة حيث تتناول موضوع الصراع بين الأجيال داخل العائلة الواحدة، وقلة تقدير الجيل الشاب لتضحيات الجيل الذي سبقه وتنتقد بين صفحاتها الحلم الأميركي، فنجد الكاتب يلقي الضوء على قضية الفقر والطموح ضمن بعدين مختلفين، الأول هو العائلة الواحدة، وما ينتج عنه من تفكك وتناقضات في وجهات النظر، والثاني في الاستغلال والطمع وما ينتج عنه من أزمات اجتماعية.

## قصة المسرحية
يعود ويلي إلى منزله مرهقاً بعد رحلة عمل كانت قد ألغيت. وبدافع القلق على صحة ويلي الذهنية وحادث السيارة الذي حصل له مؤخراً، تقترح ليندا زوجة ويلي، أن يطلب من مديره، هاوارد واغنر، السماح له بالعمل في مدينته دون أن يضطر إلى السفر خارجاً، يشتكي ويلي إلى ليندا أن ولدهما بيف لم ينجز شيئاً يذكر في حياته حتى الآن. على الرغم من وعد بيف بذلك كونه رياضي في المدرسة الثانوية، إلا أنه أخفق في مادة الرياضيات وبذلك لم يرتد الجامعة أبداً.
بعد عودة بيف الغير متوقعة من المنطقة الغربية. يستقر بيف وأخوه هابي بشكل مؤقت في منزل عائلة لومان مع ليندا وويلي، مستغرقين في استرجاع ذكريات طفولتهما معاً. يناقش الولدان تدهور حالة أبيهما العقلية الذي يدل عليها تردده الدائم بالإضافة إلى ملاحظتهم أنه يتكلم مع نفسه في أوقات كثيرة. يغضب ويلي من كون الولدين لم يستقرا إلى شيء حتى الآن. وكجهد منهما لإرضاءه، يخبر الولدان ويلي أن بيف في نيته بداية مشروع عمل في اليوم التالي.
في اليوم التالي، بينما يذهب بيف ليبدأ فكرة مشروعه، يذهب ويلي ليطلب من رئيسه عملاً داخل المدينة ولكن ليس منهما من يصيب مبتغاه. يغضب ويلي وينتهي به الأمر حانقاً حينما يخبره مديره في العمل هاورد، بوجوب أخذه استراحة وعدم العودة إلى الشركة مجدداً. في تلك الأثناء يقضي بيف عدة ساعات في انتظار مقابلة موظف تربطه به معرفة قديمة ليطرح عليه فكرة المشروع، ولكن ذاك الأخير لا يتذكره ويرفض المشروع. وبتهور منه يسرق بيف قلم حبر من مكتب الموظف. بعد ذلك يذهب ويلي لمكتب جاره تشارلي حيث يلتقي بابنه بيرنارد، صديق بيف في الطفولة والمحامي الناجح الآن، ويخبره ذاك الأخير أن بيف بعد رسوبه كان ينوي الالتحاق بالمدرسة الصيفية لتحسين علامة الرياضيات كي تخوله التخرج من الثانوية ولكن شيئا ما غير رأيه بعد ذهابه إلى ويلي في بوسطن آن ذاك.
يلتقي رجال عائلة لومان، ويلي وبيف وهابي، في مطعم على العشاء ولكن ويلي يرفض سماع أية أنباء سيئة من بيف. يحاول هابي جر بيف لاختلاق كذبة على والدهما تلافياً لإحباطه، في حين يحاول بيف إخباره ما حدث في الحقيقة ولكن ويلي يبدأ بالغضب. وهنا يستغرق ويلي في شروده عائداً بذكرياته لما حدث في الماضي حينما كان في بوسطن؛ حيث أقام ويلي علاقة في أحد فنادق بوسطن مع موظفة استقبال في إحدى رحلات المتعلقة بعمله حين فاجأه بيف بزيارة غير متوقعة. صدم بيف حين اكتشف أمر الامرأة وانفجر ناعتاً أباه بالخائن المخادع. ومنذ ذلك الوقت انجرف بيف بعيداً بعدما تغيرت نظرته لوالده الذي كان قد حطم بفعلته صورة النموذج المثالي في نظره.
يغادر الولدان المطعم ومعهما الفتاتان اللتان تعرفا اليهما تاركين خلفهم ويلي محبطاً ومشوشاً. وبعد عودتهما إلى المنزل، توبخهما ليندا بشدة لتركهما ويلي وحيداً في المطعم، في حين يكون ويلي أمام المنزل يهلوس إلى نفسه بذكرياته القديمة. يحاول بيف إصلاح الأمور مع ويلي ولكن النقاش لا يلبث أن يتحول سريعاً إلى جدال؛ محاولاً اقناع أبيه أنه ليس معني بأن يكون شيئاً عظيماً كما تشرب ذاك الحلم في صغره، وأنه ببساطة انسان عادي كما هو الحال بالنسبة لأبيه ويفترض أن يعيشا حياة طبيعية بسيطة. ينتهي الأمر حينما يحضن بيف أباه ويلي ويبكي أمامه محاولاً إقناعه بالتخلي عن أحلامه التي لا تمت للواقع بصلة وقبول بيف على حاله بدون توقعات عالية. يذهب بيف متعباً إلى سريره في حين يكون ويلي مندهشاً يقول «إنه يحبني!». فتجيب ليندا: «إنه يحبك، ويلي.»
وبدلاً من أن يستمع لما قاله بيف حول التخلي عن أحلامه غير الواقعية، يظن ويلي أن بيف قد سامحه وأنه الآن سيشرع في أن يكون رجل أعمال. ينتحر ويلي بعد ذلك متعمداً حين يصدم سيارته بهدف تحصيل نقود التأمين. متحياً بذلك الفرصة لبيف أن يباشر تحقيق أمل أبيه المزعوم. على كل حال، في الجنازة يعود بيف إلى رأيه بعدم رغبته أن يكون رجل أعمال. وفي المقابل يكمل هابي حياته سائراً على خطا والده.

## النجاح الذي حققته
تعتبر أكثر المسرحيات الأمريكية شهرة، وهي تدرس الآن في مختلف أنحاء العالم فهي نموذج كلاسيكي في القرن العشرين. ثم حصلت على جائزتي «بوليتزر» وجائزة نقاد الدراما وترجمت إلى أكثر من 20 لغة منها اللغة العربية.